# Drymocallis tianschanica
Drymocallis tianschanica är en rosväxtart som först beskrevs av Nathanael Matthaeus von Wolf, och fick sitt nu gällande namn av J. Soják. Drymocallis tianschanica ingår i släktet trollsmultronsläktet, och familjen rosväxter. Inga underarter finns listade i Catalogue of Life.